# Devarodes subfenestrata
Devarodes subfenestrata là một loài bướm đêm trong họ Geometridae.